# Osu!
osu! é um jogo de ritmo gratuito desenvolvido e publicado por Dean Herbert em 2007 originalmente para o Microsoft Windows, sendo posteriormente portado para OS X, iOS e Windows Phone. A jogabilidade é baseado noutros jogos como osu! Tatakae! Ouendan, Taiko no Tatsujin, beatmania IIDX, O2Jam, Elite Beat Agents e DJMax.
osu! foi escrito em C# usando a .NET Framework. Em 28 de agosto de 2016, o código fonte do jogo se tornou open-source sob a licença MIT, e os assets do jogo sob a licença CC BY-NC 4.0 da Creative Commons. Chamado de "Lazer", o projeto tem como objetivo tornar osu! disponível para mais plataformas e ser transparente.

## Jogabilidade e recursos
Existem quatro modos de jogo oficiais: "osu!" (chamado de "osu!standard"), "osu!taiko", "osu!catch" e "osu!mania". Com a adição do osu!lazer, os jogadores agora podem adicionar modos de jogo personalizados ao osu! cliente. O modo osu!standard original continua sendo o mais popular até o momento e em janeiro de 2023, o jogo tinha mais de 19,3 milhões de usuários ativos mensais de acordo com as tabelas de classificação globais dos países do jogo.
Cada modo oferece uma variedade de "beatmaps", que são níveis de jogo tocados com músicas de diferentes durações, que vão desde aberturas de anime em "tamanho de TV" até "maratonas" que ultrapassam 7 minutos. No osu!standard, os beatmaps consistem em três itens – círculos de impacto, controles deslizantes e giradores. O objetivo do jogo é que o jogador clique nesses itens no ritmo da música. Esses itens são conhecidos coletivamente como "objetos atingidos" ou "círculos" e são organizados em diferentes posições na tela (exceto o botão giratório) em diferentes momentos durante uma música. Os beatmaps de Taiko têm batidas de bateria e spinners. Os beatmaps de captura têm frutas e spinners (que são bananas), que são organizados em queda horizontal. Os beatmaps do Mania consistem em teclas (representadas como uma pequena barra) e retenções. O beatmap é então tocado acompanhado de música, simulando uma sensação de ritmo conforme o jogador interage com os objetos ao ritmo da música. Cada beatmap é acompanhado por música e um fundo (que pode ser desativado). O jogo pode ser jogado usando vários periféricos: a configuração mais comum é uma mesa digitalizadora ou mouse de computador para controlar o movimento do cursor, emparelhado com um teclado ou um mini teclado com apenas duas teclas, e apenas o teclado para os beatmaps osu!taiko, osu!catch e osu!mania.
O jogo oferece um serviço de extensão comprável chamado osu!supporter, que concede recursos extras ao usuário. osu!supporter não afeta o sistema de classificação nem fornece qualquer vantagem no jogo. Embora o osu!supporter em si não seja um serviço recorrente (o que significa que é um pagamento único), ele tem validade limitada que varia de 1 mês a 2 anos; no entanto, múltiplas compras de tempo de serviço do osu!supporter podem dar direito a um usuário, permitindo um serviço ininterrupto por mais tempo.

### osu!standard
"osu!standard" se inspira diretamente em Osu! Tatakae! Jogos de Ouendan. Neste modo, os jogadores seguem e clicam em círculos, chamados de "hit circles", ao ritmo da música. Além dos "hit circles", existem também deslizadores e giros, que desafiam os jogadores a manter o ritmo e a precisão. Este é o principal modo de jogo apresentado no osu! local na rede Internet. Os jogadores usam um mouse, tablet ou teclado para clicar nos círculos no momento certo, de acordo com a música que está sendo reproduzida. A pontuação é determinada pela precisão e tempo de acerto dos cliques.

### osu!mania
"osu!mania" é um jogo de ritmo de rolagem vertical que se inspira principalmente em outros jogos de ritmo, como beatmania e StepMania. O modo de jogo consiste em notas que caem verticalmente em diferentes pistas, com uma tecla usada para tocar em cada pista. As "notas" no osu!mania são representadas por barras verticais, cada uma correspondendo a uma tecla específica no teclado. Dependendo da configuração, pode variar de 4 a 9 teclas, imitando diferentes níveis de dificuldade.

### osu!taiko
"osu!taiko" simula jogar taiko e é baseado em Taiko no Tatsujin. Neste modo de jogo, os jogadores usam um controle ou teclado para pressionar os botões correspondentes aos "tambores" ou "notas" conforme elas aparecem na tela, seguindo o ritmo da música. O objetivo é acertar as notas no momento certo para obter a maior pontuação possível.

### osu!catch
O modo de jogo final, "osu!catch", é baseado em "EZ2CATCH", que fazia parte do gabinete EZ2DJ. Neste modo de jogo, o jogador move um apanhador para a esquerda ou para a direita para pegar as frutas que caem do topo da tela.